# Make (Botswana)
Make – wieś w Botswanie w dystrykcie Kgalagadi. Według spisu ludności z 2001 roku wieś liczyła 366 mieszkańców.